# Danny Scheepers
Danny Scheepers (Neerpelt, 3 augustus 1962) is een Belgisch dirigent, muziekpedagoog en trompettist.

## Loopbaan
Scheepers kreeg zijn eerste trompetlessen bij zijn ouders in de Muziekacademie Overpelt. In 1974 kwam hij het eerst met de blaasmuziek in contact binnen het fanfareorkest van het college te Hamont. Van begin aan was hij trompettist in het harmonieorkest van de Noordlimburgse Muziekacademie te België. Met dit orkest maakte hij diverse buitenlandse tournees.
Scheepers studeerde piano en muziekpedagogie aan het Lemmensinstituut te Leuven, hij behaalde er prijzen voor harmonie, contrapunt bij Jan Van der Roost en HaFa-directie bij Frans Violet en Karel De Wolf. Ook studeerde hij  muziektherapie.
Als dirigent was hij achtereenvolgens verbonden aan de Koninklijke Fanfare de Veldbazuin, Nieuwrode en de Koninklijke Harmonie Sint-Catharina, Kortessem. Hij was ook dirigent bij de provinciale muziekkampen van Limburg en Brabant en het nationale muziekkamp in Vaalbeek. Vanaf 1997 tot 2005 was hij dirigent van de Koninklijke Fanfare de Verenigde Vrienden, Wolfsdonk. Sinds einde 1997 (tot in oktober 2015) nam hij ook de dirigeerstok op bij de Koninklijke Muziekvereniging Concordia, Londerzeel Malderen. Met dit korps werden  resultaten bereikt op de provinciale en nationale Vlamo-wedstrijden in ere-afdeling  en in internationaal verband werd tweemaal een gouden medaille behaald op het Wereldmuziekconcours van Kerkrade. Sinds november 2013 staat ook de KF Sint-Pietersvrienden Gijmel onder zijn leiding. 
Voor Vlamo (Vlaamse Amateurmuziekorganisatie) fungeert Scheepers vaak als jurylid en als kwalitatief begeleider. Hij zetelt tevens in de provinciale en nationale artistieke commissie en in de repertoriumcommissie.
Scheepers is tevens werkzaam als docent muzikale opvoeding in het Sint-Albertuscollege te Haasrode.